# Pakistan Navy
Pakistan Navy (urdu: پاک بحریہ, Pak Bahriya) – jeden z rodzajów pakistańskich sił zbrojnych odpowiedzialny za prowadzenia działań bojowych na Morzu Arabskim. Obecnie liczy 24 tysiące personelu, dysponuje 68 okrętami i własnym lotnictwem (ang. Pakistan Naval Air Arm) liczącym 48 statków powietrznych.
Indyjski atak powietrzny 4 grudnia 1971 zatopił trzy z czterech pakistańskich patrolowców typu Town, stacjonujących we Wschodnim Pakistanie (Bangladeszu). Tego samego dnia zatopiony został okręt podwodny „Ghazi”. 22 grudnia 1971 roku PNS "Hangor", pakistański okręt podwodny typu Daphné, zatopił przy pomocy torped indyjską fregatę INS "Kuukri" typu Blackwood, był to pierwszy takiego rodzaju atak od czasu zakończenia II wojny światowej.
22 maja 2011 roku  talibowie podczas ataku na bazę w Karaczi zniszczyli dwa z czterech posiadanych przez Pakistan samolotów Lockheed P-3 Orion. USA zgodziły się dostarczyć w ich miejsce inne maszyny.

## Okręty
| Typ                          | Okręty                                                                                             | Wejście do służby   | Producent           | Zdjęcie             |                     |
| Okręty podwodne (8)          | Okręty podwodne (8)                                                                                | Okręty podwodne (8) | Okręty podwodne (8) | Okręty podwodne (8) | Okręty podwodne (8) |
| ---------------------------- | -------------------------------------------------------------------------------------------------- | ------------------- | ------------------- | ------------------- | ------------------- |
| Agosta 90B                   | PNS Khalid (S137) PNS Saad (S138) PNS Hamza (S139)                                                 | 1999 2003 2008      | Francja · Pakistan  |                     |                     |
| Agosta 70                    | PNS Hashmat (S135) PNS Hurmat (S136)                                                               | 1979 1980           | Francja             |                     |                     |
| SX-908/PA (miniaturowe OP)   | 3                                                                                                  | 1993 1996           | Włochy · Pakistan   |                     |                     |
| Fregaty (10)                 | |                     |                     |                     |                     |
| F-22P Zulfiquar              | PNS Zulfiqar (F251) PNS Shamsheer (F252) PNS Saif (F253) PNS Aslat (254)                           | 2009 2010 2013      | Chiny · Pakistan    | PNS "Zulfiquar"     |                     |
| Oliver Hazard Perry          | PNS Alamgir (F260)                                                                                 | 2010                | Stany Zjednoczone   | PNS "Alamgir"       |                     |
| Typ 21                       | PNS Tariq (F181) PNS Babur (F182) PNS Khaibar (F183) PNS Shah Jahan (F185) PNS Tippu Sultan (F186) | 1993 1994           | Wielka Brytania     | PNS "Babur"         |                     |
| Szybkie łodzie rakietowe (5) | |                     |                     |                     |                     |
| Jalalat II                   | PNS Jalalat (P1029) PNS Shujaat (P1030) PNS Jurrat (P1023) PNS Quwwat (P1028)                      | 1997 1999 2002      | Pakistan            |                     |                     |
| Azmat                        | PNS Azmat (1013) PNS Dehshat(1014)                                                                 | 2012 2014           | Chiny               |                     |                     |
| Niszczyciele min (3)         | |                     |                     |                     |                     |
| Tripartite                   | 3                                                                                                  | 1989,1996,1998      | Francja · Pakistan  |                     |                     |
| Okręty patrolowe (19)        | |                     |                     |                     |                     |
|                              | PNS Larkana (P157)                                                                                 | 1994                | Pakistan            | PNS "Larkana"       |                     |
| Town                         | PNS Rajshahi (P140)                                                                                | 1965                | Wielka Brytania     |                     |                     |
| Poduszkowce (12)             | |                     |                     |                     |                     |
| Griffon                      | 12                                                                                                 |                     | Wielka Brytania     |                     |                     |
| Okręty pomocnicze (6)        | |                     |                     |                     |                     |
| Okręty hydrograficzne (1)    | |                     |                     |                     |                     |
| Okręty badawcze (1)          | |                     |                     |                     |                     |
| Okręty szkolne (2)           | |                     |                     |                     |                     |

## Lotnictwo marynarki
- 12 Harbin Z-9EC

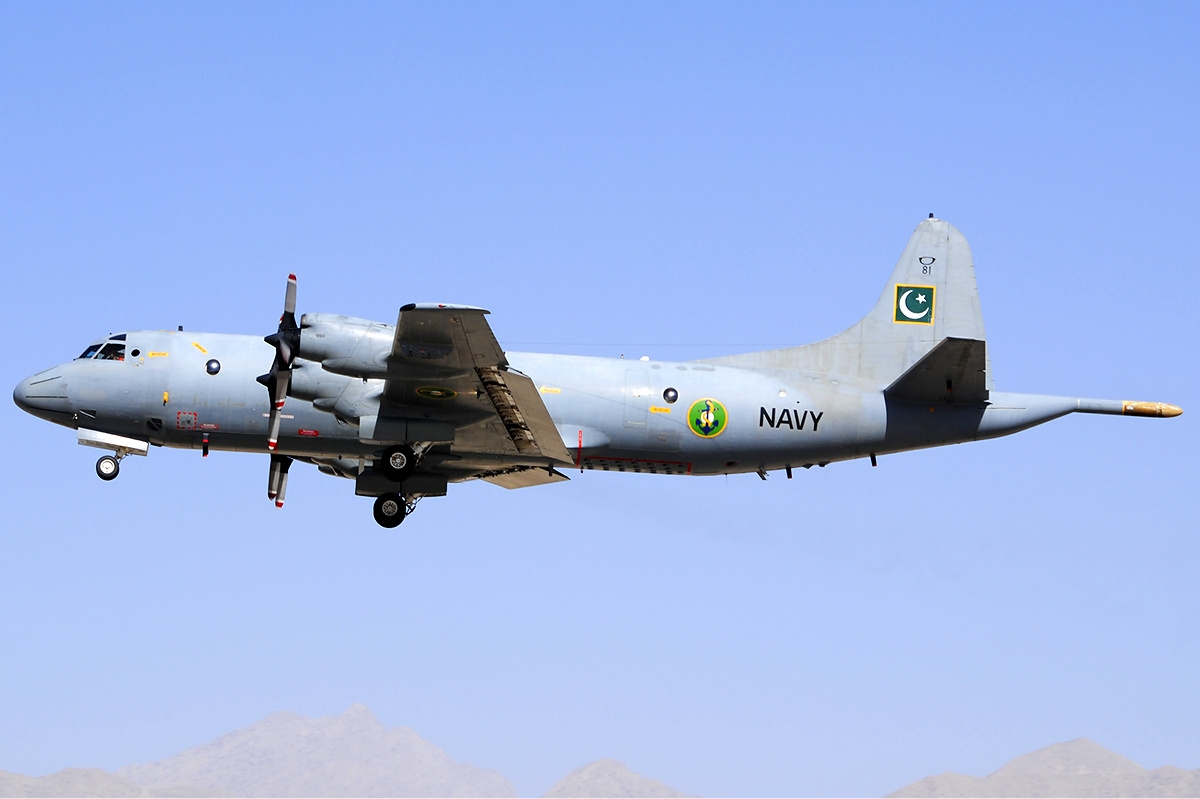
Lockheed P-3C Orion

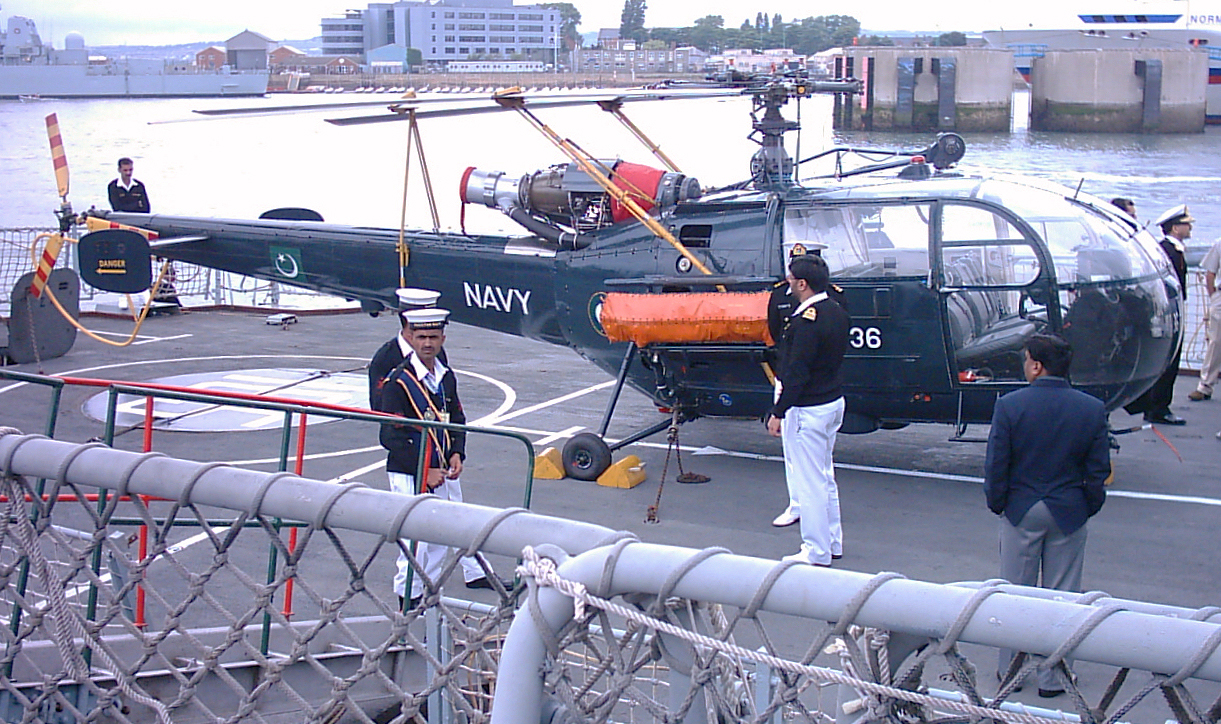
Aérospatiale SA-319B Alouette III

- 8 Aérospatiale SA-319B Alouette III
- 3 Westland Lynx
- 6 Westland Sea King Mk 45
- 7 Lockheed P-3C Orion
- 7 Fokker F27-200 Friendship
- 1 Hawker 850
- 2 ATR 72-212A
- 2 Breguet Atlantic

Na rzecz marynarki działa też 12 samolotów szturmowych Mirage 5PA3 uzbrojonych w pociski Exocet w malowaniu  sił powietrznych.